# سایوز تی‌ام‌ای-۳ام
سایوز-تی‌ام‌ای-۳ام (به روسی: Союз )(به معنای اتحاد) یک مأموریت سرنشین دار سازمان ملی فضانوردی روسیه به سمت ایستگاه فضایی بین‌المللی محسوب می‌شود.

همچنین فضاپیمای این مأموریت وظیفه ارسال و بازگرداندن تعدادی از فضانوردان گروه اعزامی ۳۰ و گروه اعزامی ۳۱ را نیز بر عهده داشت.

## خدمه مأموریت
| نام           | ملیت                | تعداد پرواز | نقش عملیاتی | تصویر |
| اولگ کونوننکو | روسیه               | ۲           | فرمانده     |       |
| آندره کویپرس  | هلند                | ۲           | مهندس پرواز |       |
| دونالد پتی    | ایالات متحده آمریکا | ۳           | مهندس پرواز |       |

## نگارخانه

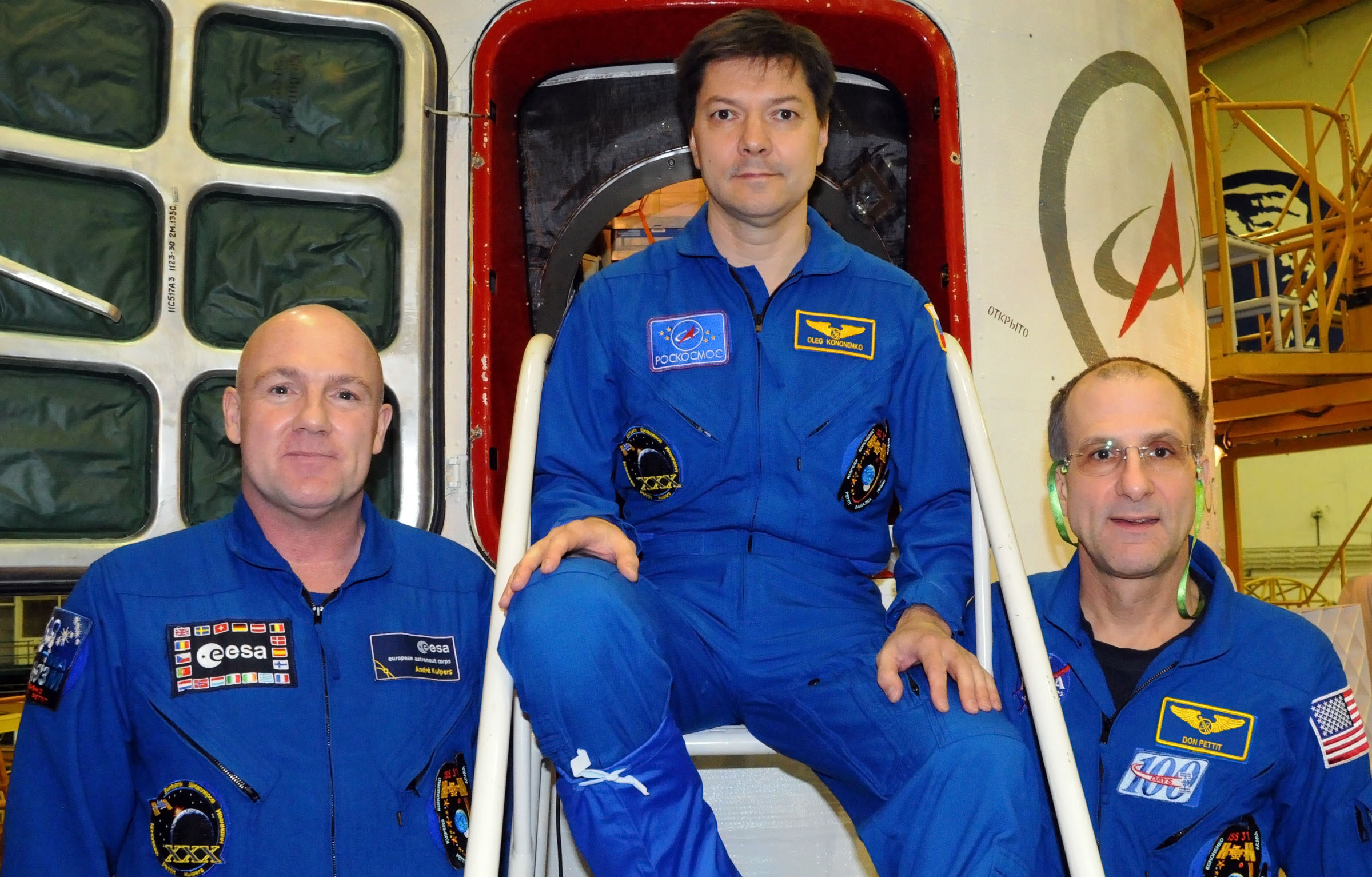
فضانوردان اصلی تی‌ام‌ای-۳ام
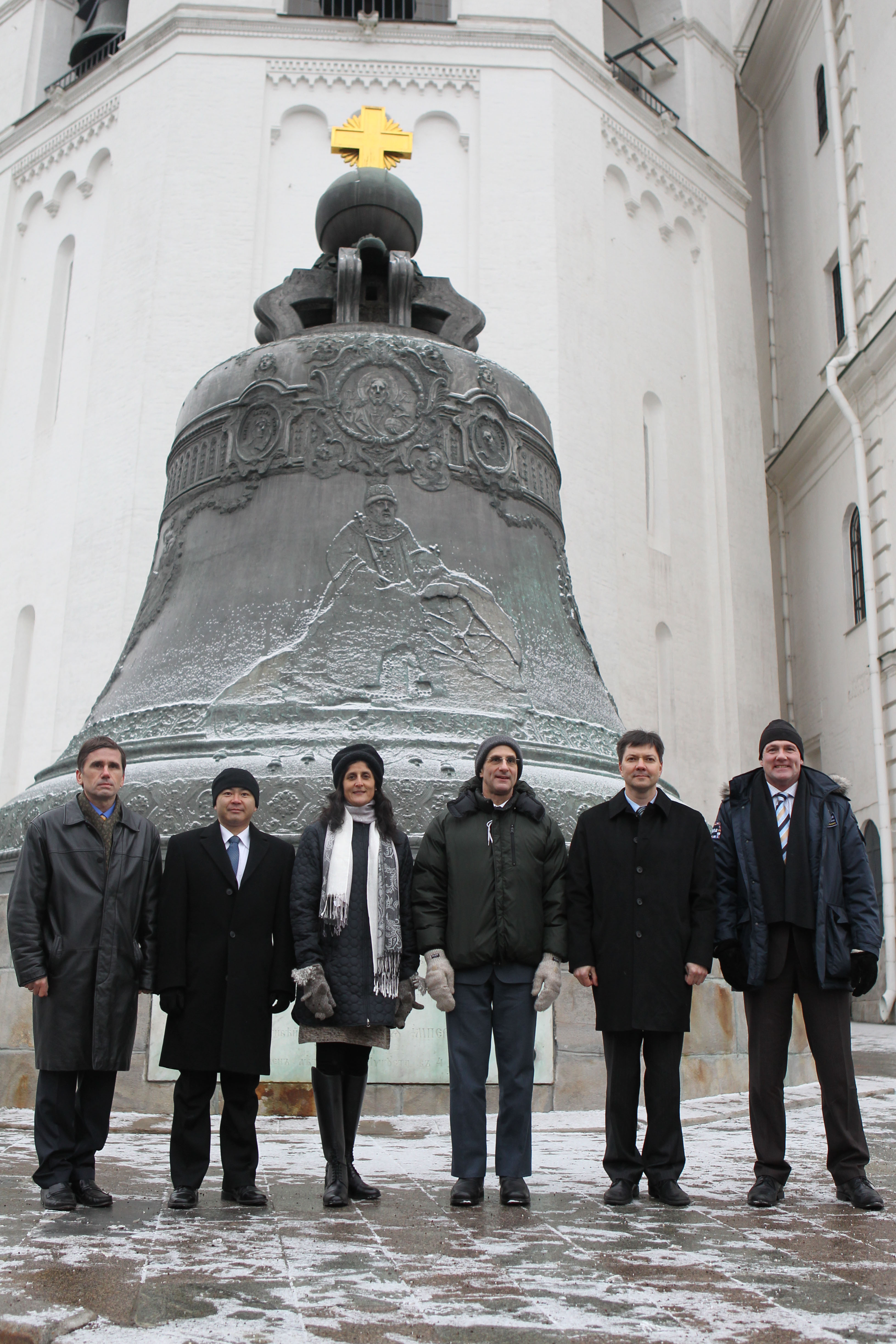
فضانوردان اصلی و پشتیبان تی‌ام‌ای-۳ام
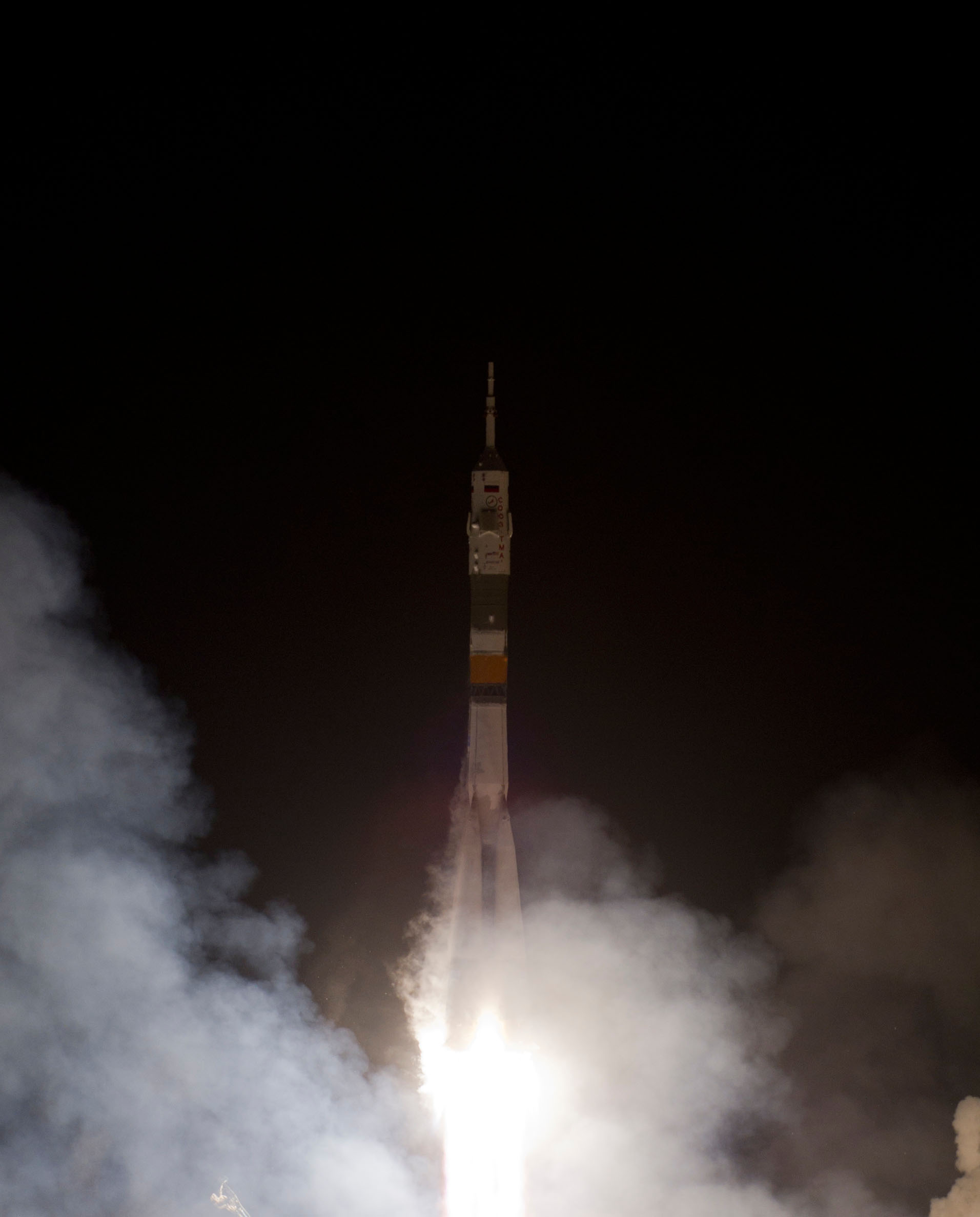
پرتاب تی‌ام‌ای-۳ام
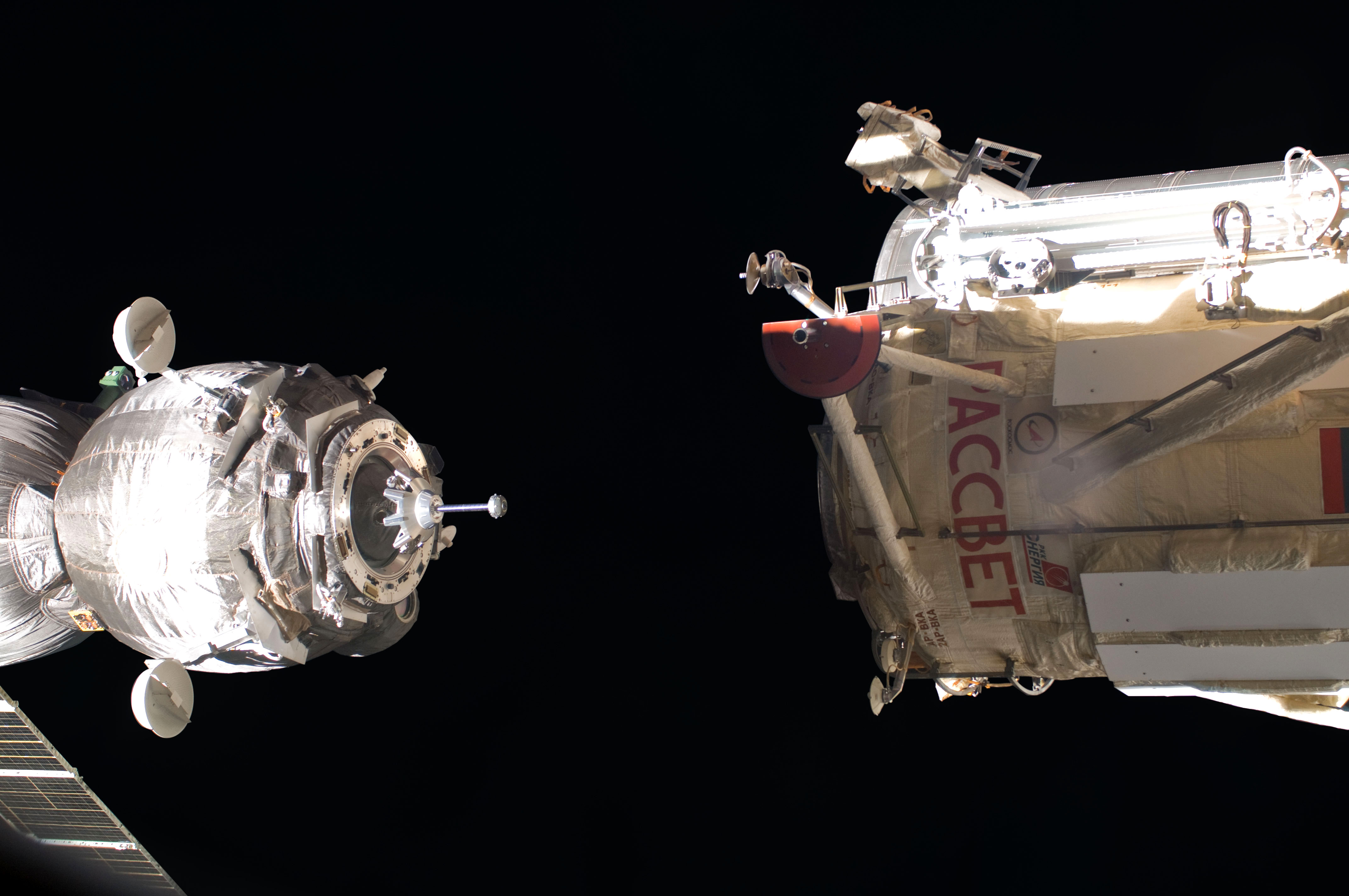
تی‌ام‌ای-۳ام در تلاش برای اتصال به ایستگاه
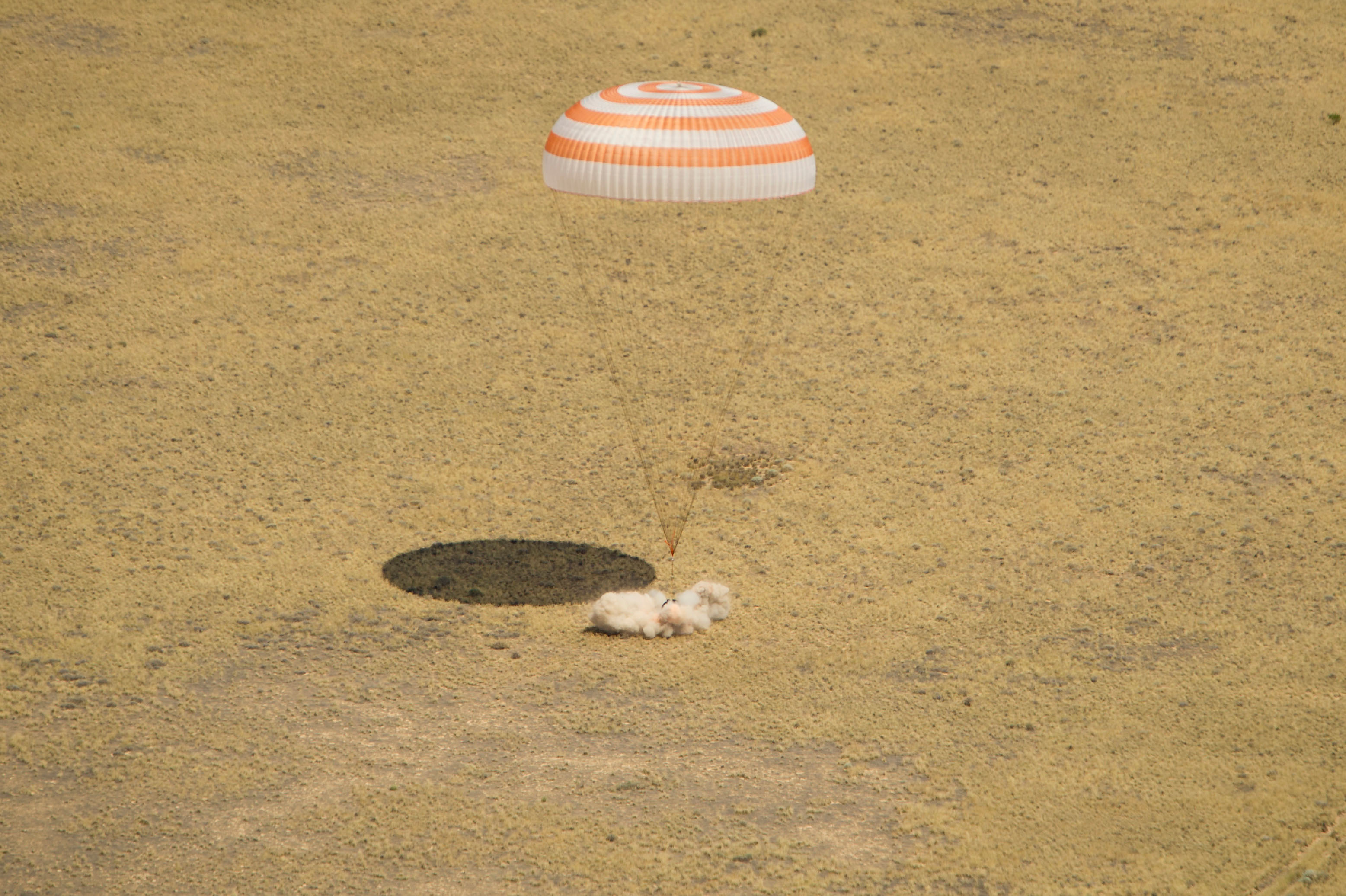
فرود تی‌ام‌ای-۳ام
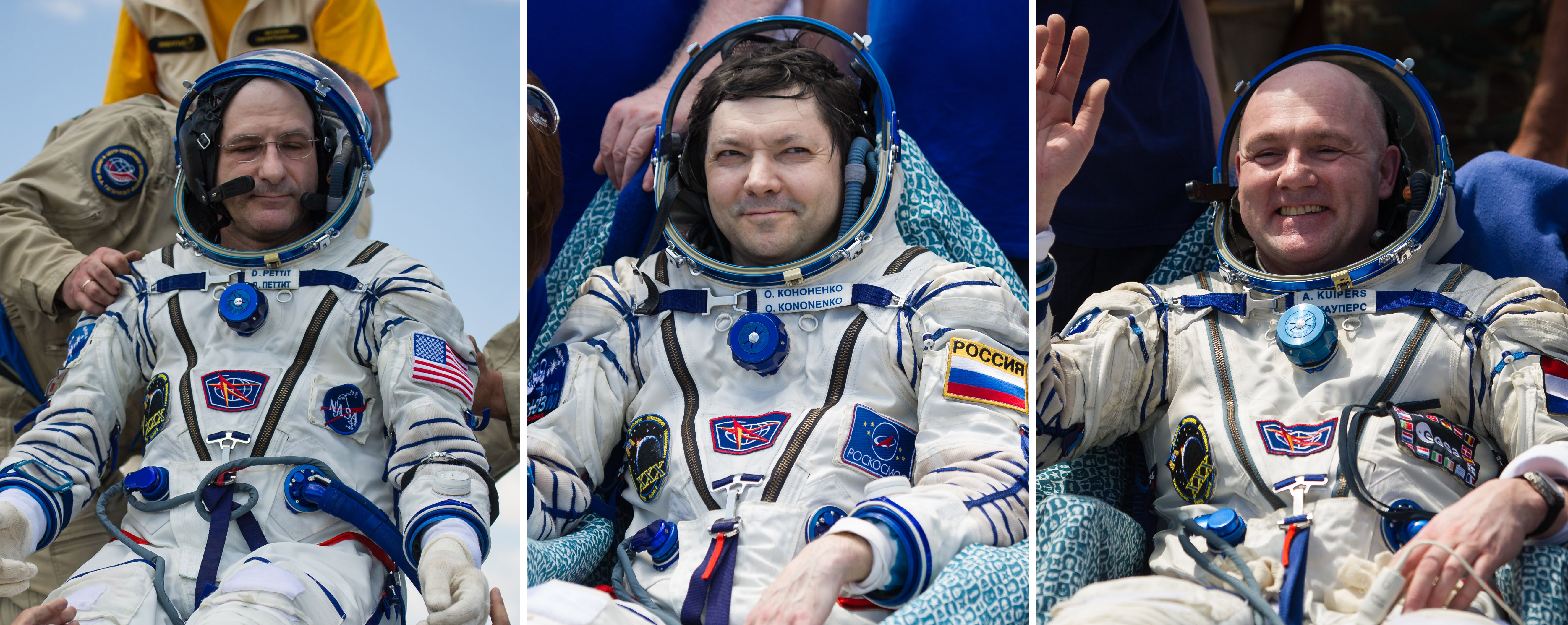
فضانوردان تی‌ام‌ای-۳ام پس از فرود